# You Make My Day
You Make My Day es el quinto mini-álbum del grupo surcoreano Seventeen, lanzado el 16 de julio de 2018. La canción principal es "Oh my!", y el álbum contiene un total de seis canciones. 

## Oh my!
"Oh my!" (어쩌나) es la canción principal, compuesta por Woozi y Bumzu -ambos de Pledis Enterteinment- e integrantes de Seventeen y Primsfilter, es una mezcla de funk/pop. Las letras de la canción vuelven a tomar el estilo de la canción debut "Adore u", al hablar  de estar enamorado.

## Promoción
El miniálbum tuvo una promoción de dos semanas, durante las cuales Seventeen ganó tres veces en Shows musicales surcoreanos
Este es el primer comeback de Seventeen bajo Pledis entertainment y CJ E&M como socio mayoritario.

## Recepción
El álbum debutó en el puesto #3 del World Album Charts de Billboard, y en el número #7 en el Heatseakers Album Chart. En ventas físicas estuvo en los primeros lugares de los rankings surcoreanos Hanteo y Synnara 12, así como en el puesto #1 del ranking japonés Oricon en la semana de su lanzamiento